# Centre nautique Paul-Bert
Le centre nautique Paul-Bert est un centre nautique situé à Mâcon en Saône-et-Loire dans la région Bourgogne-Franche-Comté.
Construit entre 1947 et 1949 et imaginé par l'architecte Barnabé Augros, l'édifice est Label « Patrimoine du XXe siècle » depuis 2015.

## Histoire
Le projet du centre nautique faisait partie de l’opération de développement des quartiers nord de Mâcon après la Seconde Guerre mondiale. Tandis que les immeubles d'habitation du quartier de Marbé sont construits dans les terres, les infrastructures destinées aux activités sportives et de loisirs sont installées dans la zone inondable des prairies Saint-Pierre. 
Le centre édifié entre 1947 et 1949 comprenait deux équipements : une piscine de plein air et un centre d’aviron. Il a été financé par la municipalité et la société des Régates qui avait besoin du centre d'aviron, la construction sera subventionnée en majorité par l’État. Cet édifice confirme la longue tradition d'aménagement des berges de la Saône par la ville.
Le 12 juin 2015, le préfet de Région Éric Delzant attribue au centre nautique, sur proposition de la directrice régionale des affaires culturelles, le label Patrimoine du XXe siècle.

## Description
Le centre s'articule entre la piscine et le centre d'aviron et a dû s'adapter aux contraintes des deux équipements. La piscine avait des restrictions en matière d'hygiène tandis que pour la société des Régates, il fallait que les embarcations fragiles soient facilement transportables et bien entretenues.
L'entrée principale se faisait par une esplanade située le long de la rue Pierre de Coubertin. Elle permettait d'accéder aux deux bassins et aux espaces de détente.
L'espace permettant la préparation des bateaux était fermé et au public et accessible latéralement. Il communiquait avec les berges seulement grâce à une rampe menant aux pilotis du bâtiment aligné sur la Saône. 
L'architecture aérée du centre nautique visible par des profonds auvents, portiques et galeries abritant du soleil est caractéristique d’une époque où les vertus thérapeutiques de la vie en plein air sont le remède connu à la tuberculose.